# Въздушния
„Въздушния“ (на английски: Air) е предстояща американска биографична драма от 2023 г. на режисьора Бен Афлек, а сценарият е на Алекс Конвъри. Във филма участват Мат Деймън, Афлек, Джейсън Бейтман, Марлон Уейънс, Крис Месина, Крис Тъкър и Вайола Дейвис. Филмът е пуснат по кината в САЩ на 5 април 2023 г. от „Амазон Студиос“.

## Актьорски състав
- Мат Деймън – Сони Вакаро
- Бен Афлек – Фил Найт
- Джейсън Бейтман – Роб Страсър
- Крис Месина – Дейвид Фолк
- Марлон Уейънс – Джордж Равелинг
- Крис Тъкър – Хауърд Уайт
- Вайола Дейвис – Делорис Джордан
- Матю Махър – Питър Мур
- Том Папа – Стю Инман
- Джулиъс Тенън – Джеймс Р. Джордан старши
- Джоел Гретч – Джон О'Нийл
- Густаф Скарсгорд – Хорст Даслър
- Барбара Сукова – Кати Даслър
- Джесика Грийн – Катрина Сайнц
- Дан Букатински – Ричард